# ملعب ميني ستادي
ملعب ميني ستادىِ (بالكتالونية: Mini Estadi، النطق الكتالاني : [ ˈmini əsˈtaði])‏ وتعني الملعب الصغير ، كان ملعب يتسع إلى 15,276 متفرج، يقع في مدينة برشلونة بإقليم كاتالونيا في إسبانيا وتعود ملكية الملعب إلى نادي برشلونة، تم تدشين الملعب بتاريخ 23- 09- 1982 , يستعمل الملعب فريق نادي برشلونة بي وكان يستعمل وحتى العام 2007 من قبل نادي برشلونة سي لكرة القدم والذي تم حلة بذات العام، وكذلك فريق نادي برشلونة للسيدات. تم إغلاق الملعب في عام 2019 ثم هُدم في 2020 واستُبدل بملعب يوهان كرويف.